# Silvio Pedroni
Silvio Pedroni (* 24. Januar 1918 in Castelverde; † 13. Juni 2003 in Cremona) war ein italienischer Radrennfahrer.

## Sportliche Laufbahn
Pedroni war Teilnehmer der Olympischen Sommerspiele 1948 in London. Im olympischen Straßenrennen kam er beim Sieg von José Beyaert als 10. ins Ziel. Die italienische Mannschaft kam mit Pedroni, Alfo Ferrari, Franco Fanti und Livio Isotti in der Mannschaftswertung auf den 4. Rang.
1947 wurde er bei den UCI-Straßen-Weltmeisterschaften Zweiter im Rennen der Amateure. Zuvor hatte er den Grand Prix de Genève und das Eintagesrennen Milano–Tortona gewonnen. 1948 belegte er bei den UCI-Straßen-Weltmeisterschaften den 5. Platz. Zum Ende der Saison wurde er Berufsfahrer im Radsportteam Frejus und blieb bis 1956 als Profi aktiv. Sechsmal fuhr er den Giro d’Italia, seine beste Platzierung war der 7. Rang 1950. Die Tour de France bestritt er dreimal, kam allerdings bei keiner Tour bis ins Ziel. Die Vuelta a España beendete er 1955 auf dem 29. Platz, wobei er mit seinem Team das Mannschaftszeitfahren gewonnen hatte.